# اندیس مزرعه صدر
مزرعه صدر یک اندیس فلزی است که در حوالی شهر کفه طاقستان استان یزد قرار دارد و مادهٔ معدنی موجود در آن، سرب و روی است.  